# Slovak Juniors 2007
Das Slovak Juniors 2007 als bedeutendstes internationales Nachwuchsturnier der Slowakei im Badminton fand vom 9. bis zum 11. November 2007 in Sabinov statt.

## Sieger und Platzierte der Junioren U19
| Disziplin    | Gold                            | Silber                           | Bronze                                  |
| ------------ | ------------------------------- | -------------------------------- | --------------------------------------- |
| Herreneinzel | David Obernosterer              | Matevž Bajuk                     | Luka Wraber                             |
| Herreneinzel | David Obernosterer              | Matevž Bajuk                     | Martin Kožár                            |
| Dameneinzel  | Mariya Ulitina                  | Natalya Voytsekh                 | Olga Nadtochiy                          |
| Dameneinzel  | Mariya Ulitina                  | Natalya Voytsekh                 | Maryna Kryzhanovska                     |
| Herrendoppel | Aljoša Turk Matevž Bajuk        | Jan Sedlmayr David Obernosterer  | Marek Eliáš Martin Kožár                |
| Herrendoppel | Aljoša Turk Matevž Bajuk        | Jan Sedlmayr David Obernosterer  | Zvonimir Hölbling Igor Čimbur           |
| Damendoppel  | Šárka Křížková Petra Hofmanová  | Yuliya Kazarinova Mariya Ulitina | Iva Majstorović Petra Petranović        |
| Damendoppel  | Šárka Křížková Petra Hofmanová  | Yuliya Kazarinova Mariya Ulitina | Maryna Kryzhanovska Viktoria Pogrebniak |
| Mixed        | Gennadiy Natarov Olga Nadtochiy | Martin Kožár Zuzana Orlovská     | Mykola Martynenko Natalya Voytsekh      |
| Mixed        | Gennadiy Natarov Olga Nadtochiy | Martin Kožár Zuzana Orlovská     | Sergiy Garist Yuliya Kazarinova         |